# فارس مراد
فارس مراد (1950 - 9 مارس 2009) هو مُعارض ومعتقل سياسي سابق سوري من أصل فلسطيني، ويُعد «واحد من اثنين أمضيا نحو 30 عامًا في السجون السوريَّة لأسبابٍ سياسيَّة»، حيث كان قد أمضى أكثر من نصف عمره في الاعتقال.

## سيرته
وُلد فارس محمد مراد في مخيم النيرب حلب عام 1950 لأبوين فلسطينيين، ثم انتقل في عام 1963 للسكن في ريف دمشق. كان عضوًا في المنظمة الشيوعية العربية منذ عام 1974، ثم اعتُقل مع بعض رفاقه في 21 يونيو/حزيران 1975،(1) وحكم عليه بالجسن المؤبد، فتنقل بين السجون السوريَّة (3 أشهر في سجن المزَّة خلال فترة التحقيق والمحاكمة، 16 سنة في سجن تدمر، نقل بعدها إلى سجن عدرا تمهيدًا لإخلاء سبيله فبقيَّ فيه 7 سنوات، وبعدها نقل إلى سجن صيدنايا وقضى فيه 6 سنوات) حتى أُفرج عنه في 31 يناير/كانون الثاني 2004. يُعد «واحد من اثنين أمضيا نحو 30 عامًا في السجون السوريَّة لأسبابٍ سياسيَّة»، حيث كان قد أمضى أكثر من نصف عمره في الاعتقال. لذلك يعد أقدم سجين رأي في سوريا بعد عماد شيحا (أُفرج عنه في 3 أغسطس/آب 2004).
خرج فارس من السجن مصابًا بالتهاب الفقار اللاصق، وتشير المصادر أنَّ هذا المرض تسبب في «انحناء عموده الفقري وتصلبه بشكلٍ منحن بزواية 45 درجة تقريبًا، وبنسبة عجز في الأداء الوظيفي الفيزيائي للجسد بحوالي 70 بالمئة حسب تقارير الأطباء. وقد أدى هذا إلى ضغطٍ كبيرٍ على الرئتين والقصبة الهوائية وصعوبة بالغة في التنفس». كان بحاجةٍ للعلاج خارج سوريا ولكن السلطات رفضت السماح له بالسفر لتلقي العلاج، حتى تفاقمت حالته وتوفيَّ في مستشفى دوما بريف دمشق بتاريخ 9 مارس/آذار 2009. شيَّع جثمانه في 10 مارس/آذار، وشارك في جنازته عددٌ كبيرٌ من المعارضين السوريين، كما تذكر المصادر بأنه كانت هناك أكاليل من الزهور بأسماء أحزابٍ سياسية محظورة، مثل التجمع الوطني الديمقراطي وحزب العمل الشيوعي وحزب العمال الثوري العربي. نعته أيضًا المنظمة السورية لحقوق الإنسان والمجلس الوطني للحقيقة والعدالة والمصالحة في سوريا.

## روابط خارجية
- "دمشق - سبت الدم، لوحة تؤرخ للمنظمة الشيوعيّة العربيّة". حكاية ما انحكت. 31 أغسطس 2021. مؤرشف من الأصل في 2023-11-14. اطلع عليه بتاريخ 2023-11-14.